# Фюнфзеен
Фюнфзеен (нім. Fünfseen) — громада в Німеччині, розташована в землі Мекленбург-Передня Померанія. Входить до складу району Мекленбургіше-Зеенплатте. Складова частина об'єднання громад Мальхов.
Площа — 51,82 км2. Населення становить 1079 ос. (станом на 31 грудня 2020).